# Cézar Douglas Silva
Cézar Douglas Silva (ur. 18 sierpnia 1973) – brazylijski trener siatkarski.
Swoją karierę siatkarską rozpoczął na pozycji libero, potem już grał jako przyjmujący. Do gry w siatkówkę namówił go brat i w wieku 10 lat poszedł na trening. Później podjął studia związane ze sportem na uniwersytecie i w międzyczasie zaczął też uczyć dzieci gry w siatkówkę.

## Sukcesy
Liga brazylijska:
- 2012, 2017[12]
- 2011, 2015, 2016

Puchar Brazylii:
- 2015, 2017[13]

Klubowe Mistrzostwa Ameryki Południowej:
- 2016[14]